# Youth Revival
Youth Revival es el segundo álbum en vivo de Hillsong Young & Free. Sparrow Records en conjunto con Hillsong Music Australia lanzaron el álbum el 26 de febrero de 2016.

## Recepción
Ganando cinco estrellas como álbum en la revista Worship Leader, Jeremy Armstrong dice, "Es un lanzamiento poco común que lleva a cabo exactamente lo que se propone: hacer un fuerte impacto con canciones que retratan claramene la verdad de Cristo en un lenguaje música y cultural que resuena con los jóvenes de hoy." Mikayla Shriver, calificando el álbum con tres estrellas y media en New Release Today, escribe, "Youth Revival de Hillsong Young & Free lleva la adoración a una moderna y juvenil música, coincidiendo el estilo popular de la música de hoy a su manera única" Dando tres estrellas y media, Laura Chambers de Today's Christian Entertainment, describe, "Youth Revival finalmente trae una perspectiva bíblica a la cultura pop, combinando hábilmente el estilo de hoy con el mensaje relevante de amor y gratitud, este último algo que tanta falta hace en nuestro ímpetu implacable por conseguir la siguiente cosa" Chris Major, dándole al álbum cinco estrella en The Christian Beat, dice, "Youth Revival es esencial para cualquier fan de la música cristiana contemporánea. Su ambición, su atmósfera de agradecimiento y su gozo son imcomparables. Las melodías y los sonidos son magistrales y complementan muy bien la ola masiva de alabanza extática. La energía implacable surgiendo a través de todas las pistas hace la urgencia de celebrar algo difícil de resistir."

## Lista de Tracks
| N.º | Título                          | Líder de alabanza         | Duración |  |
| 1.  | «Where You Are»                 | Aodhan King               | 3:26     |  |
| 2.  | «Real Love»                     | Alexander Pappas          | 3:47     |  |
| 3.  | «Only Wanna Sing»               | Aodhan King               | 3:15     |  |
| 4.  | «Face to Face»                  | Laura Toggs               | 5:10     |  |
| 5.  | «To My Knees»                   | Aodhan King               | 7:53     |  |
| 6.  | «Trust»                         | Melodie Wagner            | 4:50     |  |
| 7.  | «Never Alone»                   | Tracy Pratt               | 4:37     |  |
| 8.  | «When the Fight Calls»          | Alexander Pappas          | 4:45     |  |
| 9.  | «Falling into You»              | Melodie Wagner            | 3:07     |  |
| 10. | «This Is Living»                | Aodhan King               | 3:33     |  |
| 11. | «In Your Eyes»                  | Renee Sieff               | 3:33     |  |
| 12. | «Passion»                       | Aodhan King, Karina Wykes | 7:38     |  |
| 13. | «Where You Are» (Radio Version) | Aodhan King               | 3:27     |  |